# Itsö
Itsö es un personaje de la mitología talamanqueña de los pueblos bribris  y cabécares del Caribe sur de Costa Rica. Se trata de un espíritu que se comió a la Señora Ágata, esposa de Talá Yakela, señor del trueno, y la primera familia que Sibö, máximo dios bribri, colocó sobre la tierra. Se asocia a Itsö como un mal espíritu demoníaco.